# Уильям Афтон
Уи́льям А́фтон (англ. William Afton), также известный как Фиоле́товый челове́к (англ. Purple Guy) и Спрингтра́п (англ. Springtrap) — вымышленный персонаж и один из главных антагонистов в хоррор-медиафраншизе Five Nights at Freddy’s. Афтон отличается безжалостным и обманчивым характером, а также своей коронной фразой: «I always come back» (с англ. — «Я всегда возвращаюсь»).

## Разработка
Уильям Афтон дебютировал в игре Five Nights at Freddy’s 2 в мини-играх в виде фиолетовой фигуры, за что получил прозвище «Фиолетовый человек» (англ. Purple Guy), а после появился в Five Nights at Freddy’s 3 как главный антагонист Спрингтрап — ходячий труп в костюме аниматроника. Позднее Уильям появился в Five Nights at Freddy’s: Sister Location и Freddy Fazbear’s Pizzeria Simulator.
Афтон также является главным антагонистом серии книг Five Nights at Freddy’s, в которой было раскрыто его имя.

## История в игровой вселенной
Точная история Афтона туманна, как и лор франшизы в целом. По национальности он американец английского происхождения. Он был бизнесменом в сфере робототехники и ресторанного бизнеса, и скооперировался с Генри Эмили, чтобы открыть «Семейную Закусочную Фредбера» (англ. Fredbear's Family Diner), отличительной чертой которого были пружинные роботы-аниматроники золотого цвета: Фредбер (англ. Fredbear) и Пружинный Бонни (англ. Spring Bonnie). Главной особенностью роботов являлось то, что они могли как использоваться людьми в качестве костюмов, так и работать автономно.
Старший сын Уильяма, Майкл, любил издеваться над младшим братом. Во время работы ресторана в 1983-м году Майкл с друзьями поместили голову ребёнка в челюсть аниматроника Фредбера. Челюсть захлопнулась, нанеся мальчику серьёзную травму. Позже ребёнка помещают в больницу, где тот умирает. В это же время Уильям убивает дочь Генри по имени Чарли.
В 1985-м году Уильям и Генри открыли «Пиццерию Фредди Фазбера» (англ. Freddy Fazbear’s Pizza). Через некоторое время в одной из локаций компании случается инцидент с единовременным срывом пружинных замков костюмов, когда его носил человек. Это приводит к отказу от технологии. 26 июня 1985 года Афтон, переодевшись в костюм Пружинного Бонни, заманил пятерых детей в заднюю комнату, убил их и поместил трупы в аниматроников: Фредди, Фокси, Бонни, Чику и Золотого Фредди, что привело к одержимости роботов.
Афтон также основал компанию Afton Robotics, поставляющую роботов-аниматроников для пиццерии под названием «Мир Пиццы Цирковой Бейби» (англ. Circus Baby’s Pizza World), причём аниматроники разрабатывались для похищения детей. Его дочь, Элизабет Афтон, хотела поиграть с главным маскотом заведения, Цирковой Бейби, но Уильям запрещал ей подходить к аниматронику. Пока он не видел, Элизабет подошла слишком близко к аниматронику Цирковой Бейби, который убил её. «Остаток» Элизабет позже слился с роботом-убийцей.
Вернувшись в закрытую «Пиццерию Фредди Фазбера», Афтон разобрал одержимых аниматроников, что привело к освобождению душ его жертв. В попытке спрятаться от них, Уильям надел костюм Пружинного Бонни, но оказался раздавлен пружинными замками костюма. Спустя 30 лет спустя после закрытия «Пиццерии Фредди Фазбера», сгнивший костюм Пружинного Бонни с трупом Афтона внутри был найден основателями аттракциона ужасов Fazbear’s Fright. Оказалось, что собственный «остаток» Афтона слился с костюмом, а потому новый аниматроник — Спрингтрап — более чем функционален и всё ещё движим жаждой крови. В течение недели Спрингтрап пытался добраться до охранника аттракциона, но из-за неисправности проводки в здании произошёл пожар. Уильяму удалось его пережить.
Позднее, в каноничной концовке Freddy Fazbear’s Pizzeria Simulator, Афтон попадает в переоткрытую его сыном Майклом и бывшим коллегой Генри пиццерию. Вместе с другими «выжившими» аниматрониками он пытается добраться до кого-либо в пиццерии, но не понимает, что находится «в лабиринте из звуков и образов, из которого нет выхода», коим на самом деле является пиццерия. Афтон снова сгорает в пожаре, на этот раз — окончательно. Пребывая в «персональном аду», устроенном Мстительным Духом, Афтон вынужден снова и снова обороняться от образов аниматроников-убийц, которых сам же и создал. Тем не менее, в неопределённый момент времени Мстительный Дух отпускает «демона к своим демонам», освобождая и Афтона и самого себя.
В игре с виртуальной реальностью Five Nights at Freddy’s: Help Wanted некто Глитчтрап (англ. Glitchtrap) выступает в качестве постоянного антагониста, однако неизвестно, является ли он душой Афтона или искусственным интеллектом, копирующим его действия. В Five Nights at Freddy's: Security Breach аниматроник, похожий на Спрингтрапа, Бёрнтрап (англ. Burntrap), появляется в одной из концовок. Однако события дополнения Ruin к игре делают истинность и каноничность концовки неясной.

## Киноадаптация

Мэттью Лиллард в роли Уильяма Афтона / «жёлтого кролика» (Спринг Бонни) в фильме 2023 года «Пять ночей с Фредди»

Уильям Афтон выступил антагонистом экранизации 2023 года, в которой его роль исполнил Мэттью Лиллард; на протяжении сюжета Уильям использует псевдоним «Стив Рэглан» (англ. Steve Raglan). 
Как и в играх, он ответственен за убийство пятерых детей в пиццерии, тела которых были спрятаны внутри аниматроников, что и привело к их одержимости. Он контролирует призраков в роботах с помощью рисунков, заставляющих их считать Уильяма / Жёлтого Кролика другом, а также покрывает себя, манипулируя собственной дочерью – Ванессой, которая работает в полиции.
Узнав, что нанимаемый им Майкл Шмидт является братом Гаррета – мальчика, похищенного и убитого в прошлом, Афтон надеется натравить на него аниматроников, а затем приходит убить его лично, надев костюм Жёлтого Кролика. Однако благодаря вмешательству Ванессы и сестры Майкла Эбби, призраки вспоминают своего убийцу, и восстают против него, приведя в действие пружинные фиксаторы его костюма.
Сквозь боль Уильям обещает вернуться, полностью облачаясь в свой костюм. Освободившиеся из-под контроля аниматроники уволакивают кролика с умирающим Афтоном вглубь разрушающейся пиццерии.
Лиллард повторит роль персонажа ещё как минимум в двух фильмах.

## Отзывы
Роль Уильяма Афтона во франшизе Five Nights at Freddy’s сравнивают с ролью Джона Крамера / Пилы во франшизе «Пила»; Slash Film назвал этих персонажей «кукловодами, стоящими за всеми кровавыми расправами» в своих франшизах. Pocket Tactics описали Афтона как «единственного персонажа во франшизе, у которого нет ни одного положительного качества».
Портал Screen Rant назвал дизайны Спрингтрапа и Глитчтрапа «ужасающими», хваля их за фактор страха, а TheGamer назвал Спрингтрапа одним из наилучших злодеев в хоррор-играх.